# 포티노
포티노(photino)는 가설상의 아원자 입자로서 광자의 초대칭짝이다. 게이지노의 한 예이다.